# Grażyna Winogrodzka
Grażyna Winogrodzka – polska śpiewaczka (mezzosopran) i pedagog.
Absolwentka Akademii Muzycznej w Krakowie. Laureatka III nagrody na Międzynarodowym Konkursie Muzycznym w Genewie (1985). Jako solistka nagrała płyty m.in. z Narodową Orkiestrą Symfoniczną Polskiego Radia w Katowicach (utwory Marka Stachowskiego, Polskie Nagrania 1989) i z NDR-Simfonieorchester (Polskie Requiem Krzysztofa Pendereckiego, Deutsche Grammophon 1990). Pegagog w Staatliche Hochschule für Musik und Darstellende Kunst w Heidelberg-Mannheim.